# Силано Джункуняно
Сила̀но Джункуня̀но (на италиански: Sillano Giuncugnano) е община в централна Италия, провинция Лука, регион Тоскана. Разположена е на 735 m надморска височина. Населението на общината е 1126 души (към 2012 г.).
Общината е създадена в 1 януари 2015 г. Тя се състои от двете предшествуващи общини Силано и Джункуняно, които сега са най-важните центрове на общината. Адмнистративен център на общината е село Силано, (Sillano).